# Aleksandrowo (obwód Szumen)
Aleksandrowo (bułg. Александрово) – wieś w Bułgarii, w obwodzie Szumen, w gminie Smjadowo. W 2024 roku liczyła 75 mieszkańców.